# Holčovice
Holčovice (in tedesco Hillersdorf) è un comune della Repubblica Ceca facente parte del distretto di Bruntál, nella regione della Moravia-Slesia.